# 三式陸上初歩練習機
三式陸上初歩練習機
- 用途：練習機
- 分類：初歩練習機
- 設計者：横須賀海軍工廠
- 製造者：川西航空機、三菱重工業、渡辺鉄工所、日本飛行機、昭和飛行機工業
- 運用者：大日本帝国海軍、日本学生航空連盟など
- 生産数：360機
- 運用状況：退役

三式陸上初歩練習機（さんしきりくじょうしょほれんしゅうき）は、大日本帝国海軍の練習機。 略符号は「K2Y」。

## 概要
1928年（昭和3年）に、当時の主力初歩練習機だったアブロ式練習機に代わる初歩練習機として横須賀海軍工廠（横廠）で設計が開始された。1929年（昭和4年）4月に試作機が完成、翌1930年（昭和5年）1月に制式採用された。生産は川西航空機、三菱重工業、渡辺鉄工所、日本飛行機、昭和飛行機工業で行われた。生産が終了したのは1940年（昭和15年）で、総生産機数は360機。太平洋戦争初期まで海軍で使用されたほか、日本学生航空連盟などの民間組織で使用された機体も多かった。
機体は複葉単発の複座機で、材質は木製羽布張り。基本的にはアブロ式の近代化仕様であり、エンジンが変更されたほか、主翼や尾翼、降着装置も設計が変更されている。安定性・操縦性ともに高く、ある程度の曲技飛行も可能だった。
当初は三菱「モングース」（最大150 hp）エンジンを搭載した三式一号陸上初歩練習機（K2Y1）が生産されていたが、のちに瓦斯電「神風」を搭載し性能を向上させた三式陸上練習機改一が試作され、三式二号陸上初歩練習機（K2Y2）として制式採用された。その後、両者の名称は単なる「三式陸上初歩練習機」に統一されている。また、水上機型の三式一号水上初歩練習機（K2Y1）も試作されたが量産されなかった。民間では、東京航空が払い下げ機を改造する形で相羽式ツバメ六型および七型軽旅客機を製作している。

## 諸元（K2Y2）
- 全長：8.60 m
- 全幅：10.90 m
- 全高：3.31 m
- 主翼面積：29.43 m2
- 自重：657 kg
- 全備重量：890 kg
- エンジン：瓦斯電 神風二型 空冷星型7気筒（最大160 hp） × 1
- 最大速度：162 km/h
- 巡航速度：102 km/h
- 実用上昇限度：4,600 m
- 航続距離：419 km
- 乗員：2名